# Iyengariomonas loligo
Iyengariomonas, monotipski rod zelenih alga iz porodice Phacotaceae. jedina vrsta je slatkovodna alga I. loligo. Prvi puta opisana je 1931. pod imenom Pteromonas loligo

## Vanjske poveznice
|  | Wikivrste imaju podatke o taksonu Iyengariomonas |